# イタシュベワタラ
イタシュベワタラ（etaspe watara）は、北海道斜里郡斜里町、知床半島西岸に隣接した島である。
知床岬南西、知床半島西岸から約100m沖にある無人島で、海鳥の繁殖地となっている。島名は、アイヌ語でイタシュベがトドの意味で、ワタラが海中の岩という意味である。
- 所在：北海道斜里郡斜里町